# Conneaut
Conneaut es una ciudad ubicada en el condado de Ashtabula en el estado estadounidense de Ohio. En el Censo de 2010 tenía una población de 12841 habitantes y una densidad poblacional de 187,65 personas por km². Se encuentra en el litoral del lago Erie. 

## Geografía
Conneaut se encuentra ubicada en las coordenadas 41°55′38″N 80°34′6″O / 41.92722, -80.56833. Se encuentra en la orilla sur del lago Erie, cerca del límite con Pensilvania.
Según la Oficina del Censo de los Estados Unidos, Conneaut tiene una superficie total de 68.43 km², de la cual 68.26 km² corresponden a tierra firme y (0.25%) 0.17 km² es agua.

## Demografía
Según el censo de 2010, había 12841 personas residiendo en Conneaut. La densidad de población era de 187,65 hab./km². De los 12841 habitantes, Conneaut estaba compuesto por el 89.77% blancos, el 7.55% eran afroamericanos, el 0.18% eran amerindios, el 0.37% eran asiáticos, el 0.02% eran isleños del Pacífico, el 0.36% eran de otras razas y el 1.77% pertenecían a dos o más razas. Del total de la población el 1.79% eran hispanos o latinos de cualquier raza.